# Mondrian (Pferd)
Mondrian (* 1986; † 26. September 2005) war ein Englisches Vollblutpferd. Der Fuchshengst wurde von Surumu aus der Mole gezogen.
Obwohl er schon als Zweijähriger mehrfach listenplatziert war, stand Mondrian zunächst im Schatten von Turfkönig, der mit Siegen im Preis des Winterfavoriten, im Mehl-Mülhens-Rennen und im Union-Rennen zum klaren Favoriten für das Deutsche Derby avancierte. Dort kam Mondrian zu einem äußerst umstrittenen Sieg, denn der zunächst fast zwei Längen vor ihm platzierte Taishan wurde wegen Behinderung von Mondrian disqualifiziert und auf den zweiten Platz zurückversetzt. Gleichwohl war dieser Sieg am grünen Tisch für Mondrian der Durchbruch. Mit Siegen beim Deutschland-Preis, Aral-Pokal und dem Großen Preis von Baden wiederholte er die Siegesserie von Alpenkönig aus dem Jahre 1970. Beinahe wäre es ihm gelungen, alle fünf damaligen deutschen Gruppe I Rennen in einem Jahr zu gewinnen. Im Preis von Europa wurde er 1989 allerdings hinter dem Engländer Ibn Bey (1984–2012) mit 6 Längen Rückstand nur Zweiter. Den fehlenden Sieg im Preis von Europa holte er im darauffolgenden Jahr nach. Als sein größter Erfolg muss jedoch der Sieg im Großen Preis von Baden 1990 angesehen werden, wo er seinen alten Rivalen Ibn Bey und eine Reihe anderer starker Ausländer klar hinter sich lassen konnte. Fünfjährig wurde Mondrian dann von seinem angestammten Trainer Uwe Stoltefuß nach England ins Training von Paul Cole gegeben. Dort konnte er nicht mehr an seine früheren Erfolge anknüpfen und verabschiedete sich mit einem letzten Platz im Großen Preis von Baden 1991 sang- und klanglos von der Rennbahn. Insgesamt schlagen für Mondrian sieben Gruppe I Siege zu Buche. Er hält damit zusammen mit Acatenango und Lando den Rekord in Deutschland.
In der Zucht konnte Mondrian die von seiner Rennbilanz geweckten Erwartungen nicht erfüllen. Sein bester Nachkomme ist der mehrfache Gruppe-Sieger und Europa-Preis-Gewinner Well Made. Auffällig unter seinen Nachkommen sind etliche gute Hindernis-Pferde. Sein Sohn Supervisor war 2009 und 2010 das beste deutsches Hindernis-Pferd und beendete 2019 im Alter von 15 Jahren seine Rennbahn-Karriere. Er war der letzte Nachkomme von Mondrian auf der Rennbahn, der am 26. September 2005 im Alter von 19 Jahren auf dem Gestüt Trona in der Lüneburger Heide an einem Herzschlag starb.